# Illusions (musikalbum)
Illusions är debutalbumet till det amerikanska death metal-bandet Sadus, utgivet 1988 av skivbolaget Sadus Records (självutgivet). Albumet återutgavs 1991 av R/C Records under namnet Chemical Exposure och igen av Metal Mind Productions 2006 med två bonusspår. Displeased Records återutgav albumet 2007, remastrad med åtta bonusspår och ett video-klipp.

## Låtlista
Sida A
1. "Certain Death" – 4:12
2. "Undead" – 4:00
3. "Sadus Attack" – 1:44
4. "Torture" – 2:22
5. "And Then You Die" – 1:44

Sida B
1. "Hands of Fate" – 3:54
2. "Twisted Face" – 1:57
3. "Fight or Die" – 2:53
4. "Illusions" – 3:47
5. "(Chemical Exposure)" (instrumental) – 2:16

Bonusspår (2006-utgåvan)
1. "Desolator" (demo) – 3:48
2. "Torture" (instrumental) – 2:44

Bonusspår (2007-utgåvan)
1. "Sadus Attack" (demo) – 1:50
2. "Torture" (demo) – 2:46
3. "Kill Team" (demo) – 3:59
4. "Desolator" (demo) – 3:51
5. "Fight or Die" (demo) – 3:22
6. "Twisted Face" (demo) – 2:10
7. "Number One" (demo) – 5:44
8. "Hands of Hate" (demo) – 4:13
9. "Certain Death" (video)

- Spår 11–16 är från D.T.P. (demo 1986)
- Spår 17 och 18 är från Certain Death (demo 1987)

## Medverkande
Musiker (Sadus-medlemmar)
- Darren Travis – sång, gitarr
- Rob Moore – gitarr
- Steve DiGiorgio – basgitarr
- Jon Allen – trummor

Produktion
- John Marshall – producent, ljudtekniker, ljudmix
- Eddy Schreyer – mastering
- Jeff Moore – omslagskonst